# Manfred Drennig
Manfred Drennig (* 19. Oktober 1940 in Wien) ist ein österreichischer Manager, Autor und Politiker (ÖVP).

## Leben
1962 promovierte Drennig zum Dr. jur. an der Universität Wien. Seine berufliche Laufbahn begann Drennig 1963 in der Direktion der Girozentrale der österreichischen Sparkassen unter Josef Taus. Mit 1974 Berufung in die Geschäftsführung der Wiener Holding. 1981 Wechsel in den Vorstand der Länderbank, wo er bis 1992 als stellvertretender Generaldirektor tätig war. Von 1992 bis 2002 verschiedene Funktionen in der Bauwirtschaft, zuletzt Leiter für Finanzen und Projektentwicklung bei STRABAG Deutschland. Drennig ist seit 2002 Gesellschafter der Privatconsult Vermögensverwaltungsgesellschaft in Wien.

## Politik
Drennig wurde 1969 nebenberuflich Vorstandsmitglied der Wiener Arbeiterkammer und war als wirtschaftspolitischer Referent der Fraktion Christlicher Gewerkschafter Mitglied im österreichischen Beirat für Wirtschafts- und Sozialfragen. 1970 war er Bundesfraktionsobmann des ÖAAB in den österreichischen Arbeiterkammern und in dieser Funktion Mitglied der Bundesparteileitung der ÖVP. Ab 1971 war Drennig Wirtschaftspolitischer Referent des ÖAAB. Mit 1973 Gemeinderat und Landtagsabgeordneter in Wien. Drennig war ab 1990 Sektionsobmann der Kreditsektion der Wirtschaftskammer Wien (Mitglied der Sektionsleitung seit 1986).

## Publikationen
- Wo bleibt die Mitbestimmung, Ergebnisse und Forderungen eines Arbeitskreises der Paulus – Gesellschaft. Autoren und Herausgeber: Günther Nenning, Ernst Gehmacher, Anton Pelinka, Manfred Drennig u. a., Wien 1970.
- Monetäre Indikatoren im Konjunkturverlauf. Sparkassenverlag, Wien 1971.
- Vermögensbildung und die christliche Soziallehre. Karl-Kummer-Inst. für Sozialpolitik u. Sozialreform, Wien 1971.
- Der Leitende Angestellte. Band 10 der Studienreihe der Politischen Akademie, Autoren und Herausgeber: Manfred Drennig, Walter Heinzinger und Wolfgang Schüssel, Wien 1973.
- Vermögensverteilung in Österreich – ihre politische Relevanz. In: Heinz Fischer (Herausgeber), Das Politische System Österreichs, Europa Verlag, Wien 1974
- Die Krise sind wir selbst Zur Mechanik sozialen Verhaltens in komplexen Gesellschaften, Österreichischer Bundesverlag, Wien 1982. ISBN 3-215-04928-7.
- Wie überfordert ist die Politik. In: Gemeinwirtschaft und Politik, Heft 1/83 der Zeitschrift „Gemeinwirtschaft“ (Mitautoren Ferdinand Lacina, Josef Taus, Gertrude Gugerell, Alexander Van der Bellen u. a.). Verlag Jugend & Volk, Wien 1983
- Mitarbeiterbeteiligung in der Österreichischen Politischen Landschaft. In: Mitarbeiterbeteiligung, - Ideen die gehen, Herausgeber: Wolfgang Schüssel, Mitautoren: Christoph Leitl, Wolfgang Schüssel, Michael B. Treichl u. a., Signum Verlag, Wien 1988.
- Tauschen und Täuschen : warum die Gesellschaft ist, wie sie ist. Ueberreuter, Wien 2008. ISBN 3-8000-7272-6.